# NGC 3132
NGC 3132 ist ein Planetarischer Nebel im Sternbild Segel des Schiffs am Südsternhimmel. Er ist etwa 6.500 Lichtjahre von der Sonne entfernt und expandiert mit einer Geschwindigkeit von rund 15 Kilometern pro Sekunde. NGC 3132 hat eine Flächenausdehnung von 1,47' und eine scheinbare Helligkeit von 9,2 mag. In manchen Publikationen wird er aufgrund seiner Ähnlichkeit zu M57 auch als Südlicher Ringnebel bezeichnet.
Der planetarische Nebel NGC 3132 wurde am 2. März 1835 von dem britischen Astronomen John Herschel entdeckt.

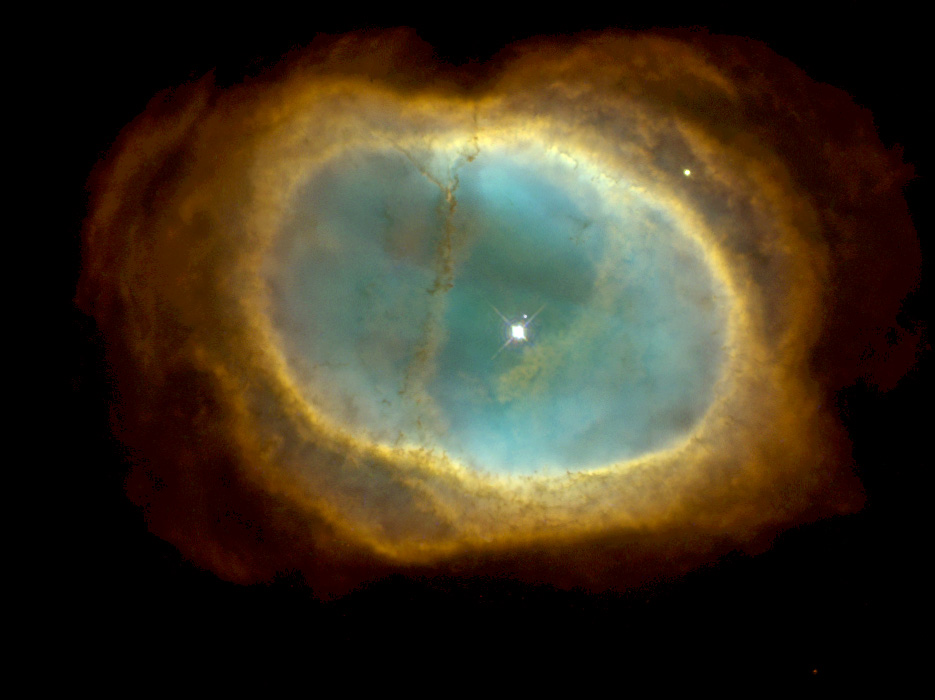
Aufnahme des Hubble-Weltraumteleskops
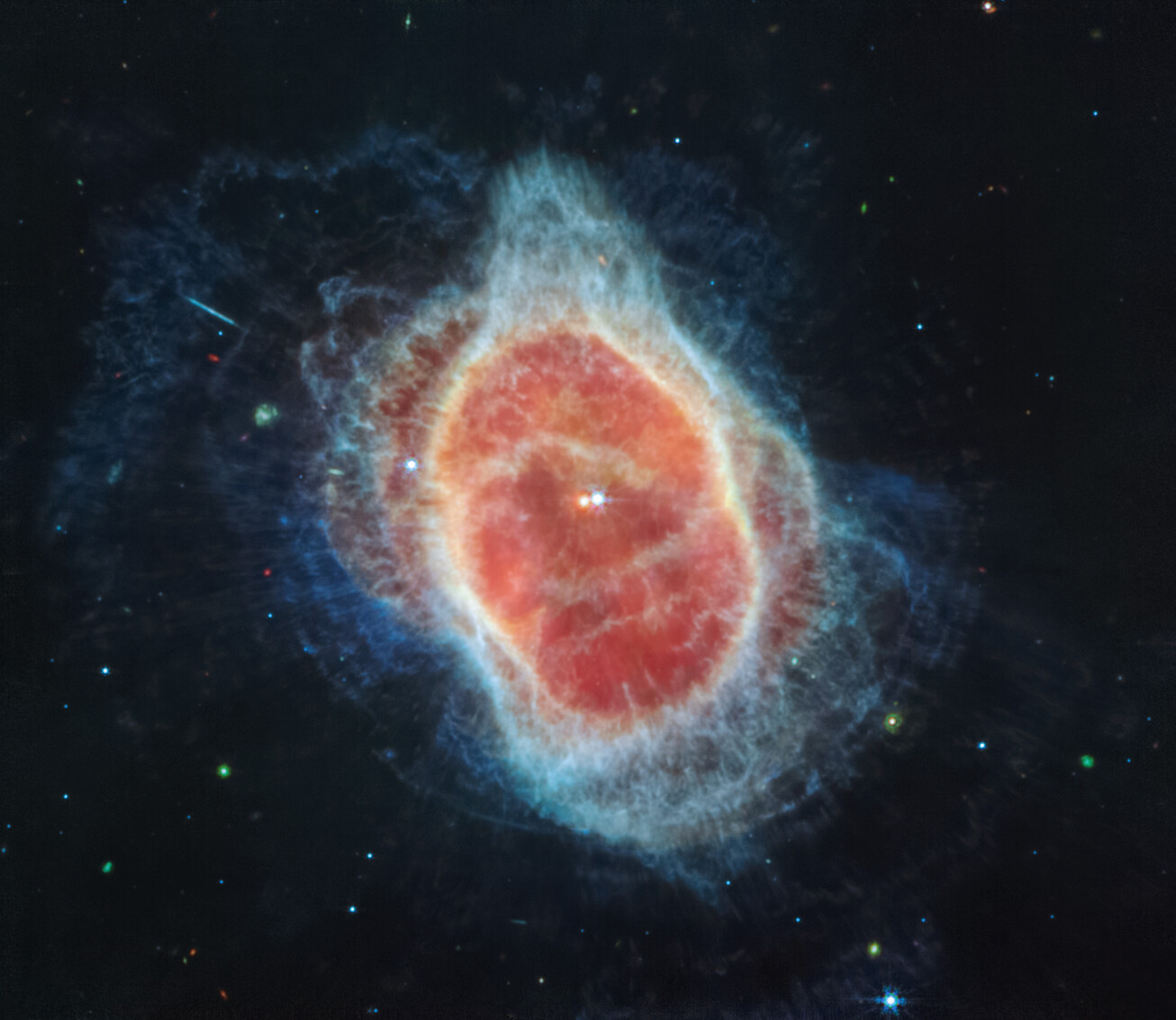
Aufnahme im mittleren Infrarot mithilfe des James-Webb-Weltraumteleskops